# RPG製作大師
RPG製作大師是款電子角色扮演遊戲製作軟體的系列，宗旨為不懂程式設計的一般玩家也能做出電子角色扮演遊戲。最先由日本的ASCII公司於超級任天堂主機上開發，後轉交Enterbrain等公司繼承開發。

## 概要
起初最先發行於日本，隨後被翻譯並發行於台灣、美國、南韓、中国大陸等。大部分的版本均包含基於圖塊元件的地圖編輯器，以簡單指令取代程式語言的事件編輯器，以及戰鬥編輯器。所有版本均內建地圖元件、角色圖片以及事件等可用於製作遊戲。
許多遊戲中會附有編輯器（如：《絕冬城之夜》、《魔獸爭霸III》），但不同的是，RPG製作大師可製作獨立的遊戲，並直接在平台上執行。PC版本還可以讓使用者自行新增地圖元件與角色圖片，並加入想要的任何圖形。不須太多專業知識，即可做出如早年版本勇者鬥惡龍、最終幻想類型的遊戲。但若要製作ARPG、SLG等類型則需另外使用難度較高的腳本系統（如RGSS或JavaScript）編輯。

## 版本歷史

### PC版本

#### RPG Maker Dante98
1992年12月發行，RPG Maker系列的第一作，在PC-9801上運作。

#### RPG Maker Dante98 II
1996年7月發行，在PC-9801上運作，是前作「RPG Maker Dante98」的加強版。地圖編輯加入階層、導入變數。

#### RPG Maker 95
RPG Maker 95是RPG製作大師系列中第一個運行於Windows作業系統上之版本。

#### RPG Maker 95 VALUE!
RPG Maker 95的加強版

#### RPG Maker 2000
RPG Maker 2000（遊戲製作大師RPG篇）是第二個運行於Windows作業系統上之版本。在台灣由會宇多媒體代理。

#### RPG Maker 2000 VALUE!
RPG Maker 2000 VALUE!是RPG Maker 2000的加強版，但台灣並沒有代理這款加強版本。

#### RPG Maker 2003
RPG Maker 2003（RPG製作大師2）較前代改良許多。前代的遊戲專案可以轉變成此版本的遊戲專案，但不可以反向轉變。提供了“事件编辑器”、实时战斗系统、属性生克、等特性。與前代不同的是使用了橫向戰鬥系統。在台灣由光譜資訊代理。

#### RPG Maker XP
RPG Maker XP 對於遊戲畫面的色彩已經沒有限制，並加入RGSS腳本系統，能夠獨立編輯遊戲系統。RPG Maker XP中文命名為新RPG製作大師XP，在台灣由英特衛代理發行，在中國大陸由娛樂通代理發行。

#### RPG Maker VX
RPG Maker VX在2007年12月27日於日本發行，並在2008年2月29日於美國發行。画面帧率增加到了60帧/秒，使用與前代不同的RGSS2腳本編輯系統，使用新的RTP。台灣由光源媒體代理，約於2011年推出。

#### RPG Maker VX Ace
RPG Maker VX Ace基於RPG Maker VX的架構衍伸而製作，於2011年12月15日在日本正式發售。使用全新的RGSS3腳本編輯系統，並內建臉圖搭配行走圖的紙娃娃系統。台灣由光源媒體代理，於2013年5月推出。

#### RPG Maker MV
RPG Maker MV同時發售Windows版與Mac版，遊戲作品可支援輸出Windows、MacOSX、Android、iOS及瀏覽器上的HTML5檔案格式；遊戲操作方面，也支援螢幕觸控。並且使用JavaScript為新的開發程式語言。解析度也擴充成為816x624，並且對地形功能進行改進。並且數據庫擴充到2000,戰鬥模式也首次支持前視圖和側視圖進行更改。於2015年10月23日發售Steam版、2015年12月17日推出日文版。

#### RPG Maker MZ
RPG Maker MZ在2020年8月20日發布，Steam版於同年8月21日發布。

#### RPG Maker Unite
RPG Maker Unite是供Unity引擎使用的插件，於2022年宣布開發，2024年5月於Unity商店上架。

### 主機版本

#### RPG Maker Super Dante
以RPG Maker Dante98為基礎移植到SFC的版本，於1995年3月發行。

#### RPG Maker 2
1996年1月在SFC上發行。

#### RPG Maker 3
1997年11月系列作初次在PlayStation上發行的版本，1998年11月發行加強版「RPG Maker 3 PlayStation the Best」，使用CD-ROM為載體。圖像、音樂品質上升，可以使用同捆發行的軟體「アニメティカ」製作角色行走圖加入遊戲中。
北美版命名為 RPG Maker，沒有版本編號。

#### RPG Maker 4
1999年12月在PlayStation上發行的版本。加入「職業」系統。可以使用同捆發行的軟體「キャラクターツクール」製作角色行走圖加入遊戲中。

#### RPG Maker 5
2002年8月在PlayStation 2上發行的版本。首次使用3D圖像。
北美版命名為 RPG Maker 2，可以在PlayStation Network購買，並在PS3上使用。

#### RPG Maker
2004年12月在PlayStation 2上發行的版本。沒有版本編號。角色、地圖全使用3D圖像。
北美版命名為 RPG Maker 3。可以在PlayStation Network購買，並在PS3上使用。

#### RPG Maker MV Trinity
2018年11月15日於PlayStation 4、Nintendo Switch上發行的版本，Xbox One版則原預定2019年冬季發售，因其他變數而宣布終止發售。首次中文化。
MV的加強版，追加角色配音以及導入歌唱樂曲。另附女歌手 エリアンナ親自製作的5首歌曲BGM。
製作大師廣場(需連線)可上傳或下載自己和其他玩家製作的遊戲。

#### RPG Maker WITH
2024年4月11日發售。

### 掌機版本

#### RPG Maker GB
2000年3月在GB平台上发布。

#### RPG Maker Advance
在GBA平台上发布。

#### RPG Maker DS
在任天堂DS平台上发布。

#### RPG Maker DS+
在任天堂DS平台上发布。是RPG Maker DS的加強版，新增現代、戰國、科幻圖像素材。

#### RPG Maker FES
於2016年11月24日發佈、在任天堂3DS平台上執行的版本，能在SD卡中儲存最多16個遊戲。可自由針對戰鬥角色們設定及編寫個人資料、和6至9種屬性。和PC版本不同的是，地圖的通行設定是直接在地圖編輯畫面上執行。

## 反响和遗产

### R剧
RPG製作大師系列引擎可以制作machinima，作为动画和电子游戏媒介的一部分，被称为「R剧」。知名作品包括网络剧《Slimey》（2011 年），以及 Studio Moonchalk 的《Distortion》（2023 年）和《Love and Friendship》（2024 年），所有作品均独家在 YouTube 上发布。

## 外部連結
- .   [2021-04-26]. （原始内容存档于2021-04-26） （日语）.
- . （原始内容存档于2021-04-26） （日语）.
- . （原始内容存档于2016-12-11） （英语）.
- RPG Maker 2000介紹頁 （日語）
- RPG Maker XP介紹頁 （日語）
- RPG Maker VX介紹頁 （日語）
- RPG Maker VX Ace介紹頁 （日語）
- RPG Maker MV介紹頁（页面存档备份，存于） （日語）
- RPG Maker MV Trinity介紹頁（页面存档备份，存于） （日語）
- RPG Maker FES介紹頁（页面存档备份，存于） （日語）
- 巴哈姆特RPG製作大師哈拉板（页面存档备份，存于） （繁體中文）
- RPG Maker in 製作者們的酒館（页面存档备份，存于） （繁體中文）
- RPG Maker Wiki （繁體中文）
- 非官方RPG Maker Wiki（页面存档备份，存于） （英文）